# San Juan Betulia
San Juan Betulia – miasto w Kolumbii, w departamencie Sucre.